# Juin 1944 (guerre mondiale)
Chronologie de la Seconde Guerre mondiale
Mai 1944 - Juin 1944 -  Juillet 1944

## Événements
- 1er juin : 
  - Création de l'Armée Secrète belge.

- 3 juin : 

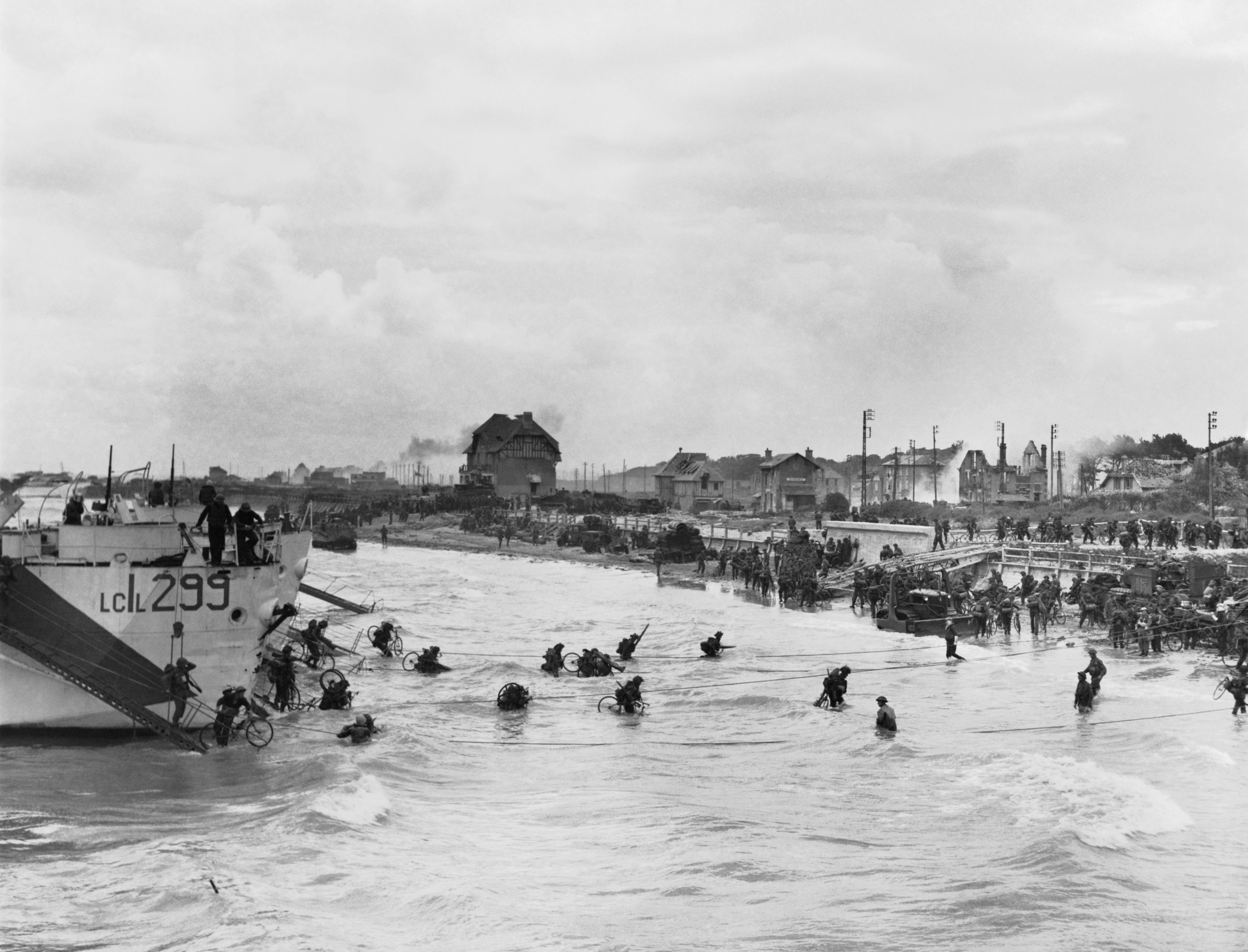
Débarquement de la IIe armée britannique à Juno Beach le 6 juin

  - Création du gouvernement provisoire de la République française (GPRF), qui remplace le CFLN, à Alger, dirigé par Charles de Gaulle.

- 4 juin : 
  - L'opération Overlord remise de 24 heures à cause d'une mer formée.
  - Prise de Rome par les Alliés (Français).
  - Charles de Gaulle rejoint l'Angleterre par avion

- 5 juin : 
  - Conférence à Londres entre Churchill, Eisenhower et De Gaulle concernant l'administration des futurs territoires libérés. De Gaulle se met en colère et refuse toute idée « d'occupation » américaine.
  - Les troupes alliées entrent dans Rome.
  - Début de l'opération Samwest, parachutages de SAS français en Bretagne, en préparation du débarquement de Normandie
  - En Normandie, les opérations Albany et Boston (parachutages),  et les opérations Chicago et Detroit (débarquement par planeurs), en prélude à l'opération Neptune, sont exécutées par les 101e et 82e divisions aéroportées américaines.
  - En Normandie, les opérations Tonga, Coup de main et Mallard (débarquements de troupes aéroportées),en prélude à l'opération Neptune, sont exécutées par la 6e division aéroportée britannique ; la veille de l'invasion en Normandie, les sous-officiers lisent une déclaration d'Eisenhower à tous les régiments engagés.

- 6 juin : 
  - Jour-J : L'opération Neptune dans le cadre de l'opération Overlord est lancée par les Alliés, pour débarquer en Normandie (début de la bataille de Normandie).
  - Fusillés de la prison de Caen : La Gestapo fait fusiller entre 70 et 80 prisonniers politiques et otages[1],[2].

- 7 juin : 
  - Bayeux est libérée par des troupes britanniques.
  - Crimes nazis à Saint-Pierre-de-Clairac
  - Début de l'opération Perch pour encercler et prendre Caen, qui se termine le 15 juin.
  - Échec de l'opération Rob Roy, ravitaillement par les airs de la 6e division aéroportée britannique.
  - Première libération de Guéret par les maquisards creusois commandés par le commandant François (Albert Fossey-François).
  - Les FTP Corréziens libèrent provisoirement Tulle.

- 9 juin :
  - Massacre de Tulle
  - Les troupes allemandes réinvestissent Guéret
  - Massacre de Combeauvert à Janaillat dans la Creuse

- 10 juin : 
  - Massacre d'Oradour-sur-Glane
  - Massacre d'Ussel
  - Massacre de la Varenne à La Motte-Saint-Jean
  - Massacre de 41 lycéens du corps franc Liberté à La Ferté-Saint-Aubin
  - Bataille de la Forêt de Châtillon-sur-Seine
  - Les Forces françaises de l'intérieur (FFI) sont intégrées à l'armée française.

- 12 juin : 
  - A Murat, la Résistance Cantaloue abat l'Hauptsturmführer Hugo Geissler, l'un des 21 chefs régionaux de la Gestapo (SS et SD) en France.

- 13 juin : 
  - Dans la nuit du 13 au 14 juin, les premiers V1 tombent sur Londres[3].

- 14 juin :
  - Le débarquement en Provence est fixé au mois d'août.
  - Débarquement américain sur les îles Mariannes (Pacifique).
  - Le général De Gaulle débarque sur le continent et entre à Bayeux.
  - Destruction de Vimoutiers en Normandie par 36 bombardiers alliés.

- 15 juin :
  - Échec de l'opération Perch commencée le 7 juin.
- 16 juin : 
  - L'historien et résistant Marc Bloch, arrêté le 8 mars 1944, est fusillé aux côtés de 27 autres résistants, à Saint-Didier-de-Formas (Ain)

- 16 au 21 juin :
  - Opérations de répression dans le Cantal à la suite de l'exécution de Geissler.

- 17 juin : 
  - L'Armée française de la Libération débarque sur l'île d'Elbe au large de la Toscane.
  - Conférence entre Hitler, Rommel et Rundstedt dans le Wolfsschlucht II, quartier-général allemand dans l'Aisne, sur la situation du front en Normandie.
  - Proclamation de l'indépendance de l'Islande.
  - Débarquement américain sur l'île de Saipan.

- 18 juin : 
  - Combats du maquis de Saint-Marcel dans le Morbihan.

- 19 juin : 
  - Début de la bataille de la mer des Philippines

- 20 juin : 
  - Les Alliés libèrent Valognes en Normandie.
  - Les Russes reprennent Vyborg.

- 22 juin : 

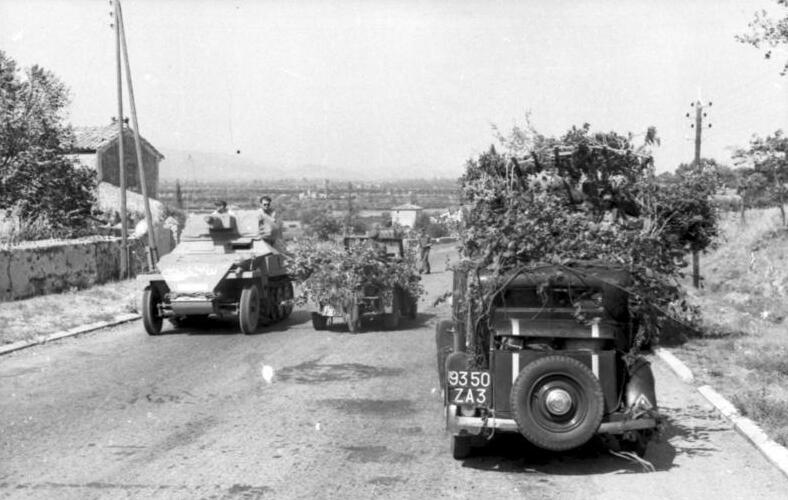
Photo prise le 21 juin 1944 en France. Les véhicules circulent camouflés de branches d'arbres pour éviter d'être ciblés par la chasse alliée.

  - Grande offensive soviétique déclenchée dans les Pays baltes.
  - 1er bombardement du dépôt de V1 de Nucourt par 70 B17 (opération Crossbow)

- 23 juin :
  - Début de l'opération Lost (largage de SAS) en Bretagne

- 23 et 24 juin :
  - Offensive générale russe sur plus de 300 km de front : rupture du front allemand en Biélorussie.

- 24 juin :
  - À la suite de l'exécution de Geissler, le 12 juin, les Tatars de la Volga de la Brigade Jesser encerclent Murat dans le Cantal, et déportent 117 habitants.

- 25 juin : 
  - Début de l'opération Epsom, pour prendre Caen, qui se termine le 1er juillet
  - Opération Zebra, premier parachutage massif d’armes en plein jour, à destination de la Résistance intérieure française

- 26 juin : 
  - Cherbourg est libérée par des troupes américaines.
  - Début de l'opération Epsom par les Britanniques à l'ouest de Caen
  - Début de l'opération Aphrodite

- 27 juin :
  - 1er bombardement du dépôt de V1 de Saint Leu d’Esserent par 91 B24 (opération Crossbow)

- 29 juin :
  - Succès soviétiques en Carélie.

- 30 juin :
  - Rupture entre les États-Unis et la Finlande qui refuse toujours de se plier aux conditions de paix dictées par les Soviétiques malgré les pressions américaines dans ce sens.
  - Entrevue entre le pape Pie XII et De Gaulle.
  - Départ du 76e convoi de déportation des Juifs de France, du camp de Drancy vers Auschwitz : 1 100 déportés, 167 survivants en 1945.